# 엘리나 크니흐틸래
엘리나 크니흐틸래(Elina Knihtilä, 1971년 6월 6일 ~ )는 핀란드의 배우이다. 2012 유시상 여우주연상, 2009 유시상 여우조연상 수상자이다.

## 출연 작품
- 시부야 (2018)
- 해피어 타임즈, 그럼프 (2018)
- 희망의 건너편 (2017)
- 디스트렉션 (2015)
- 질 앤 조이: 한밤의 수상한 방문객 (2015)
- 러브밀라 (2015)
- 미드와이프 (2015)
- 질 앤 조이 (2014)
- 설원의 누와르 (2014)
- 로드 노스 (2012)
- 니코: 산타비행단의 모험 (2012)
- 스와핑 (2009)
- 루퍼트와 에버트 (2009)